# Station Garsdale
Garsdale is een spoorwegstation van National Rail in South Lakeland in Engeland. Het station is eigendom van Network Rail en wordt beheerd door Northern Rail.

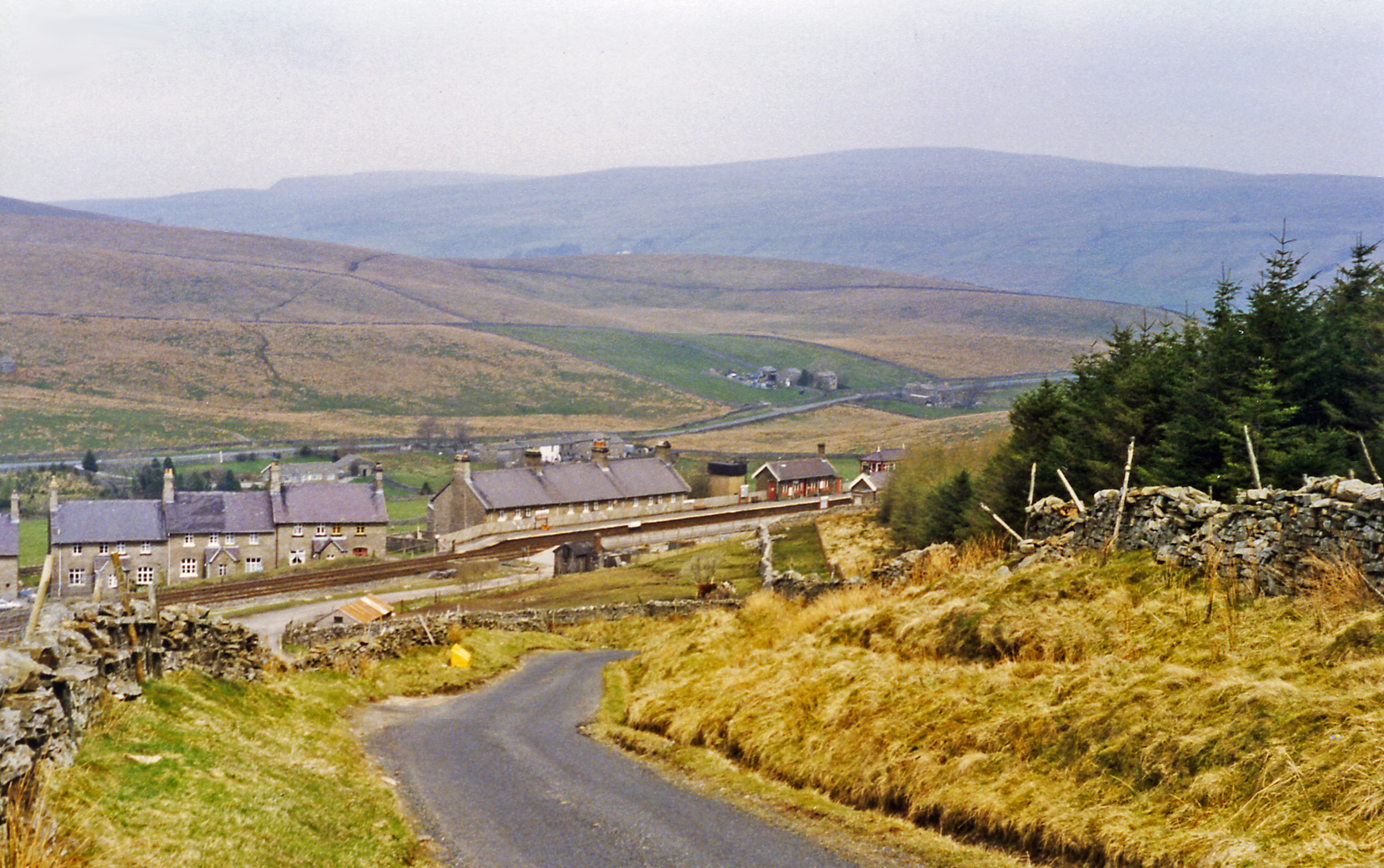
Landschap bij het station